# Suzanne Curchod
Suzanne Curchod, também conhecida como Suzanne Necker (Suíça, 1737 — 6 de maio de 1794) foi uma escritora suíça, esposa de Jacques Necker.